# Элл, Даррелл
Да́ррелл Элл (англ. Darrell Ell) — канадский кёрлингист и тренер по кёрлингу.
В течение многих лет тренер сначала канадских и европейских клубных команд, а затем различных национальных сборных Нидерландов и Венгрии, участник чемпионатов мира и Европы.
В 2011—2021 работал во Всемирной федерации кёрлинга в подразделении по организации соревнований и развитию (англ. Competitions and Development Officer).

## Команды
| Сезон   | Четвёртый   | Третий         | Второй     | Первый      | Турниры |
| ------- | ----------- | -------------- | ---------- | ----------- | ------- |
| 2002—03 | Даррел Элл  | ?              | ?          | ?           | [ 4 ]   |
| 2003—04 | Kory Kohuch | Terry Hamilton | Даррел Элл | Merle Smith | [ 5 ]   |
| 2004—05 | Kory Kohuch | Terry Hamilton | Даррел Элл | Merle Smith | [ 6 ]   |

(скипы выделены полужирным шрифтом)

## Результаты как тренера национальных сборных
| Год  | Турнир                                              | Сборная                  | Место |
| ---- | --------------------------------------------------- | ------------------------ | ----- |
| 1985 | Чемпионат Европы по кёрлингу 1985                   | Нидерланды (мужчины)     | 8     |
| 1985 | Чемпионат Европы по кёрлингу 1985                   | Нидерланды (женщины)     | 11    |
| 1992 | Чемпионат Европы по кёрлингу 1992                   | Нидерланды (мужчины)     | 10    |
| 1992 | Чемпионат Европы по кёрлингу 1992                   | Нидерланды (женщины)     | 12    |
| 2000 | Чемпионат Европы по кёрлингу 2000                   | Нидерланды (мужчины)     | 9     |
| 2003 | Чемпионат Европы по кёрлингу 2003                   | Венгрия (мужчины)        | 17    |
| 2003 | Чемпионат Европы по кёрлингу 2003                   | Венгрия (женщины)        | 18    |
| 2004 | Чемпионат Европы по кёрлингу 2004                   | Венгрия (мужчины)        | 17    |
| 2004 | Чемпионат Европы по кёрлингу 2004                   | Венгрия (женщины)        | 14    |
| 2005 | Чемпионат Европы по кёрлингу 2005                   | Венгрия (мужчины)        | 17    |
| 2005 | Чемпионат Европы по кёрлингу 2005                   | Венгрия (женщины)        | 15    |
| 2006 | Чемпионат Европы по кёрлингу 2006                   | Венгрия (мужчины)        | 14    |
| 2006 | Чемпионат Европы по кёрлингу 2006                   | Венгрия (женщины)        | 14    |
| 2007 | Чемпионат Европы по кёрлингу 2007                   | Венгрия (женщины)        | 15    |
| 2008 | Чемпионат мира по кёрлингу среди смешанных пар 2008 | Венгрия (смешанная пара) | 9     |
| 2008 | Чемпионат Европы по кёрлингу 2008                   | Венгрия (мужчины)        | 13    |
| 2008 | Чемпионат Европы по кёрлингу 2008                   | Венгрия (женщины)        | 13    |
| 2009 | Чемпионат мира по кёрлингу среди смешанных пар 2009 | Венгрия (смешанная пара) | 2     |
| 2010 | Чемпионат Европы по кёрлингу 2010                   | Венгрия (женщины)        | 14    |
| 2011 | Чемпионат мира по кёрлингу среди смешанных пар 2011 | Венгрия (смешанная пара) | 10    |
| 2025 | Чемпионат мира по кёрлингу среди ветеранов 2025     | Венгрия (ветераны муж.)  | 9     |